# Pedro Rebolledo
Pedro Rebolledo Alfaro (Santiago, Metropolitana, Chile; 17 de diciembre de 1960) es un extenista chileno de los años 1980. En el Circuito Mundial de la ATP ganó cuatro títulos ATP 250, tres individuales y uno en dobles. Su mejor puesto en la Clasificación de la ATP individual fue el 36.º en 1982 y en dobles, el 162.º en 1984. Fue jugador del equipo chileno de Copa Davis —cuartofinalista en 1982— en 1981, 1982, de 1984 a 1988 y de 1990 a 1992. De sus 32 partidos en este torneo, ganó 20 y cayó en 12. Fue compañero de Ricardo Acuña, Álvaro Fillol, Hans Gildemeister y Belus Prajoux. Fue el «chileno mejor clasificado» en las temporadas de 1987, 1988 y 1990. En su estilo de juego destacaba el golpe de «slice», uno de los mejores del mundo según los especialistas internacionales.
Como entrenador juvenil, estuvo desde 2001 en la Academia de Tenis Sánchez-Casal en la ciudad de Barcelona en España y participó en la formación de jugadores, destacando los de élite mundial Andy Murray, Svetlana Kuznetsova y Juan Mónaco. Desde 2013, integra la Escuela de Tenis del Club Deportivo Universidad Católica en la ciudad de Santiago en Chile.

## Títulos (4)

### Individuales (3)
| Leyenda                |
| Grand Slam (0)         |
| Tennis Masters Cup (0) |
| ATP Masters Series (0) |
| ATP Tour (3)           |

| N.º | Fecha                   | Torneo                | Superficie    | Oponente en la final           | Resultado   |
| --- | ----------------------- | --------------------- | ------------- | ------------------------------ | ----------- |
| 1.  | 25 de enero de 1982     | Viña del Mar, Chile   | Tierra batida | Raúl Ramírez (México)          | 6-4 3-6 7-6 |
| 2.  | 21 de noviembre de 1983 | Bahia, Brasil         | Dura          | Julio Goes (Brasil)            | 6-3 6-3     |
| 3.  | 10 de agosto de 1987    | Saint-Vincent, Italia | Tierra batida | Francesco Cancellotti (Italia) | 7-6 4-6 6-3 |

### Finalista en individuales (2)
- 1981: Palermo (pierde ante Manuel Orantes)
- 1984: Bari (pierde ante Henrik Sundstrom)

### Dobles (1)
| Leyenda                |
| Grand Slam (0)         |
| Tennis Masters Cup (0) |
| ATP Masters Series (0) |
| ATP Tour (1)           |

| N.º | Fecha                  | Torneo         | Superficie    | Pareja               | Oponentes en la final                     | Resultado |
| --- | ---------------------- | -------------- | ------------- | -------------------- | ----------------------------------------- | --------- |
| 1.  | 1 de noviembre de 1982 | Quito, Ecuador | Tierra batida | Jaime Fillol (Chile) | Egan Adams / Rocky Royer (Estados Unidos) | 6-2 6-3   |